# Ébreuil
Ébreuil est une commune française, située dans le département de l'Allier en région Auvergne-Rhône-Alpes.
La ville, qui a obtenu en décembre 2018 le label touristique Petite Cité de caractère, est réputée pour son abbatiale romane classée monument historique, qui comprend un clocher-porche.

## Géographie

### Localisation
Ébreuil est située dans le centre-sud du département de l'Allier, limitrophe avec celui du Puy-de-Dôme. Le village est à 10 km à l'ouest de Gannat, 27 km à l'ouest de Vichy, à 30 km au sud-ouest de Saint-Pourçain-sur-Sioule et à 50 km au nord de Clermont-Ferrand.
Neuf communes sont limitrophes, dont deux dans le département voisin du Puy-de-Dôme :
| Lalizolle, Sussat                      | Vicq                 | Saint-Bonnet-de-Rochefort |
| Chouvigny                              | Ébreuil              | Bègues, Gannat            |
| Saint-Quintin-sur-Sioule (Puy-de-Dôme) | Champs (Puy-de-Dôme) |                           |

### Lieux-dits et écarts
- Le Mercurol est un village situé à l'ouest du bourg, sur la route de Lalizolle, à la limite de la commune de Sussat. On y a retrouvé quelques vestiges gallo-romains. Le château et les bois du Châtelard se trouvent à proximité et sont depuis 1768 la propriété de la famille Pellissier de Féligonde. Ce village important et éloigné du bourg avait autrefois sa propre école, ouverte en 1888[4], et une chapelle y fut édifiée, inaugurée en 1964[Note 1].
- Sainte-Foy se situe sur la colline dominant le bourg, au nord-est. On y trouve la chapelle du même nom, ainsi qu'une table d'orientation.
- Puy-Vacher est un hameau situé à l'est du Mercurol, à l'écart de la route de Lalizolle. Dans ce hameau est installé le dernier artisan chaufournier de France, qui perpétue une tradition très ancienne sur les coteaux calcaires d'Ébreuil et des environs.
- Villeneuve est un hameau situé à proximité du château et des bois du Châtelard. On y accède par deux routes prenant à l'ouest de la D 998.
- Les Margots dominent la route menant à Vicq, à gauche de la route et à la limite de la commune de Vicq.
- Chamboirat est situé outre-Sioule, sur la route de Gannat.

### Hydrographie
La ville est traversée par la Sioule et ses affluents, la Cigogne, la Bilie et le ruisseau de la Cèpe.

### Climat
Pour des articles plus généraux, voir Climat d'Auvergne-Rhône-Alpes et Climat de l'Allier.
En 2010, le climat de la commune est de type climat océanique dégradé des plaines du Centre et du Nord, selon une étude du CNRS s'appuyant sur une série de données couvrant la période 1971-2000. En 2020, Météo-France publie une typologie des climats de la France métropolitaine dans laquelle la commune est exposée à un climat de montagne ou de marges de montagne et est dans une zone de transition entre les régions climatiques « Ouest et nord-ouest du Massif Central » et « Nord-est du Massif Central ».
Pour la période 1971-2000, la température annuelle moyenne est de 11,4 °C, avec une amplitude thermique annuelle de 16,2 °C. Le cumul annuel moyen de précipitations est de 675 mm, avec 9,3 jours de précipitations en janvier et 6,9 jours en juillet. Pour la période 1991-2020, la température moyenne annuelle observée sur la station météorologique de Météo-France la plus proche, « Charmes_sapc », sur la commune de Charmes à 14 km à vol d'oiseau, est de 11,9 °C et le cumul annuel moyen de précipitations est de 675,4 mm,. Pour l'avenir, les paramètres climatiques de la commune estimés pour 2050 selon différents scénarios d'émission de gaz à effet de serre sont consultables sur un site dédié publié par Météo-France en novembre 2022.

### Voies de communication et transports
Ébreuil bénéficie d'un accès autoroutier, par l'autoroute A719, puis la sortie 13 de cette dernière autoroute en venant de Vichy par l'autoroute contournant Gannat et depuis l'autoroute A71 (Clermont-Ferrand ou Montluçon).
La commune est traversée par plusieurs routes départementales :
- la RD 998, ancienne route nationale 698, reliant Commentry au nord-ouest et Gannat à l'est ; cette route offre l'accès autoroutier ;
- la RD 915, ancienne route nationale 715, en direction de Menat par les gorges de la Sioule ;
- la RD 35, vers Saint-Bonnet-de-Rochefort ;
- la RD 43, vers Vicq ;
- la RD 116, vers Chouvigny.

## Urbanisme

### Typologie
Au 1er janvier 2024, Ébreuil est catégorisée bourg rural, selon la nouvelle grille communale de densité à 7 niveaux définie par l'Insee en 2022.
Elle est située hors unité urbaine et hors attraction des villes,.

### Occupation des sols

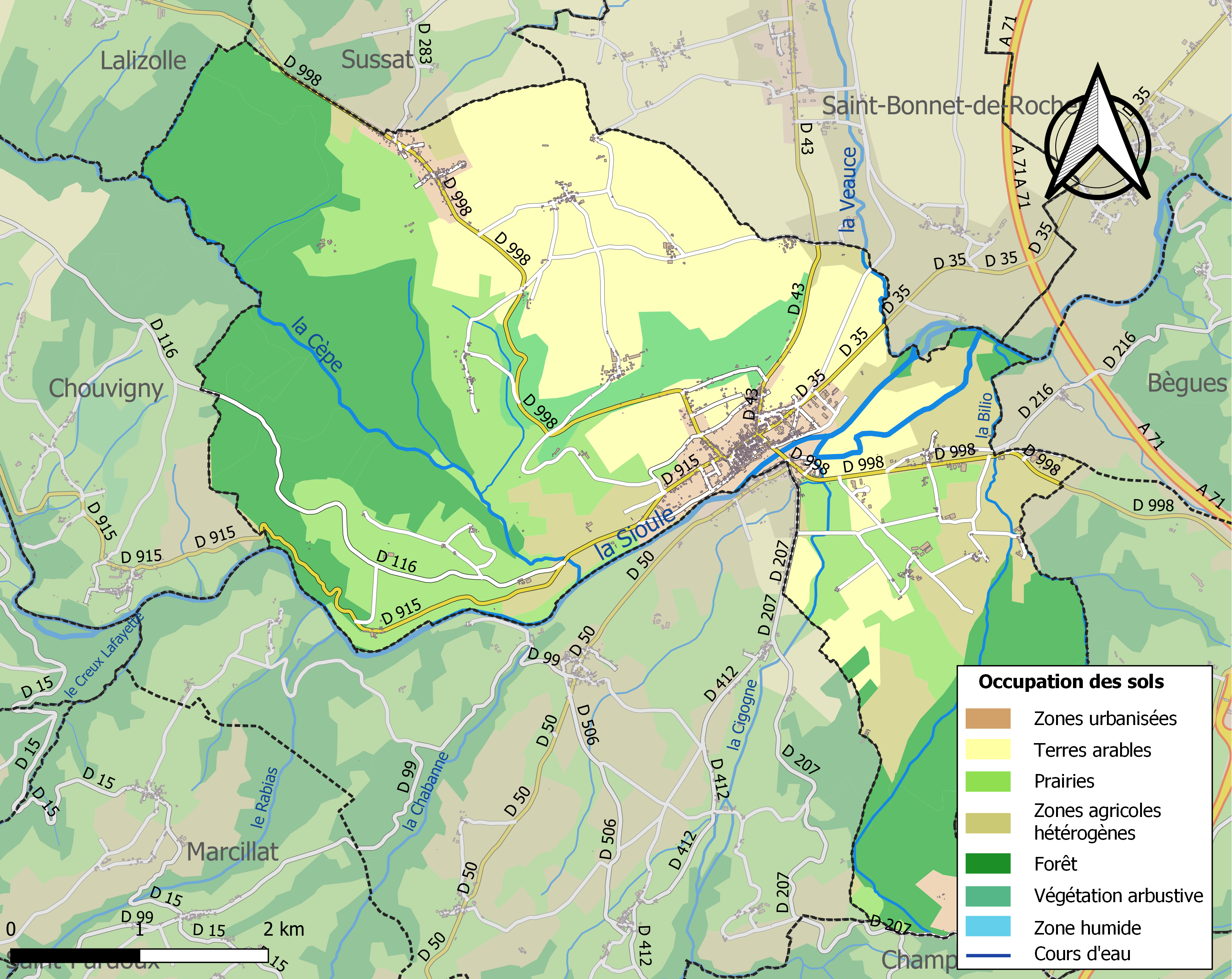
Carte des infrastructures et de l'occupation des sols de la commune en 2018 (CLC).

L'occupation des sols de la commune, telle qu'elle ressort de la base de données européenne d’occupation biophysique des sols Corine Land Cover (CLC), est marquée par l'importance des territoires agricoles (58,3 % en 2018), en diminution par rapport à 1990 (59,8 %). La répartition détaillée en 2018 est la suivante : forêts (31,7 %), terres arables (26,2 %), prairies (20,1 %), zones agricoles hétérogènes (12 %), zones urbanisées (4,7 %), milieux à végétation arbustive et/ou herbacée (4,7 %), mines, décharges et chantiers (0,7 %).
L'IGN met par ailleurs à disposition un outil en ligne permettant de comparer l’évolution dans le temps de l’occupation des sols de la commune (ou de territoires à des échelles différentes). Plusieurs époques sont accessibles sous forme de cartes ou photos aériennes : la carte de Cassini (XVIIIe siècle), la carte d'état-major (1820-1866) et la période actuelle (1950 à aujourd'hui).

## Toponymie

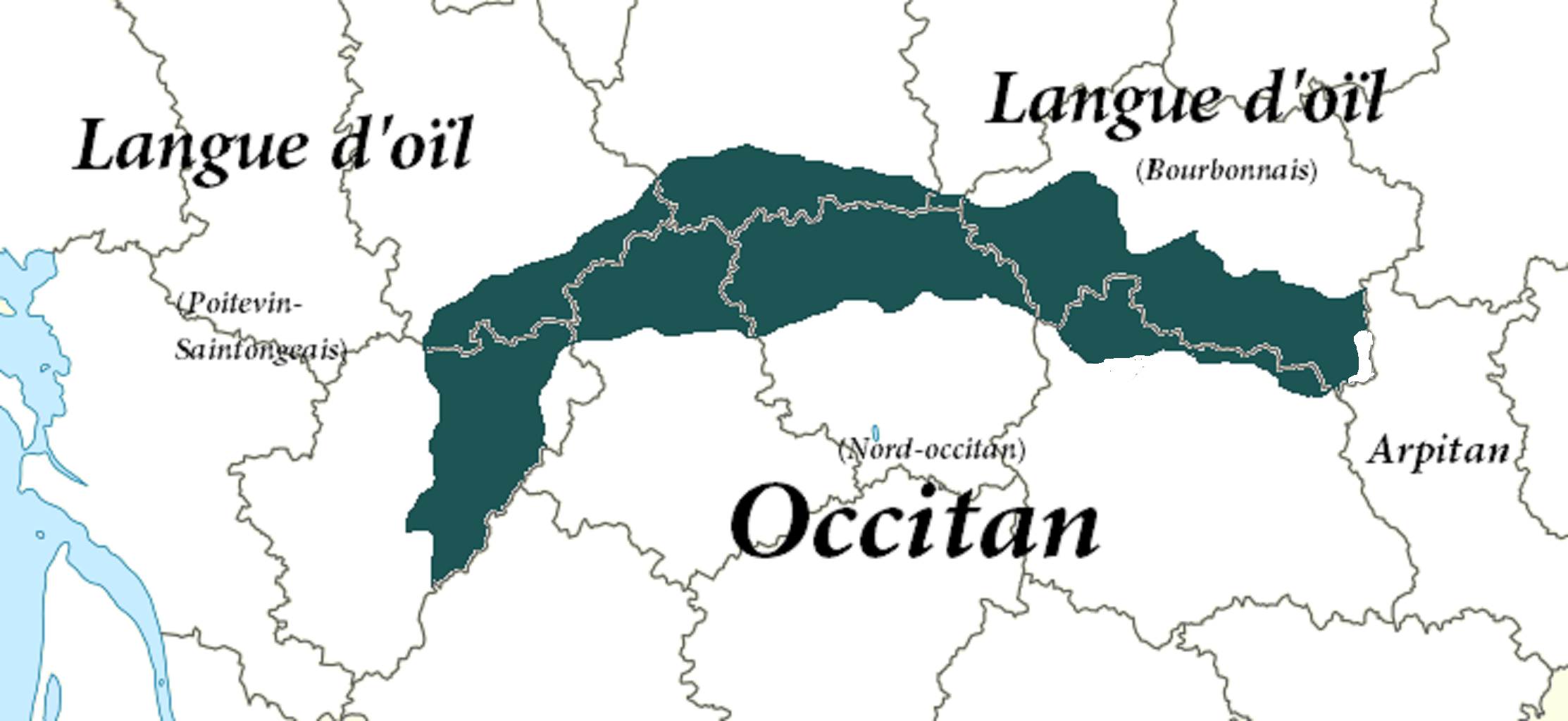
Aire linguistique du Croissant selon lAtlas sonore des langues régionales (CNRS, 2022). Vichy est la deuxième plus grande ville du Croissant.

Le nom vient de la langue gauloise eburo-ialon (la « clairière des ifs »), pour aboutir au nom que nous lui connaissons aujourd'hui.
Ebreuil fait partie de l'aire linguistique du Croissant,, une zone où la langue traditionnelle locale est de transition entre l'occitan et la langue d'oïl. Dans le bourbonnais du Croissant, le nom de la ville est Ebreulh.
Les habitants sont couramment appelés du gentilé traditionnel de Fiolants. Ce gentilé tire son origine de la petite bouteille, la fiola  qui était remplie de vin ou d'eau de vie, que les habitants emportaient avec eux pour se réchauffer lors de leurs travaux dans les vignes. Ces sortes de surnoms sont assez courantes dans l'Allier : les Biachets pour les habitants de Désertines, les Lanciers pour les habitants de Franchesse, etc.

## Histoire
Malte-Brun, dans la France illustrée (1882), consacrait une petite notice à l'histoire d'Ébreuil, dont on peut extraire :

« Ébreuil est une ancienne cité dont Sidoine Apollinaire fait mention. On a prétendu que César avait établi un camp dans les environs. Tout le pays fut dévasté par les Goths, et on y trouve fréquemment des débris d'armes. Sous Charlemagne, Ébreuil possédait l'un des quatre palais assignés pour résidence à Louis, son fils, élevé par lui au trône d'Aquitaine. Lothaire fit don de cette ville à des moines, qui y fondèrent une abbaye, devenue bientôt très puissante et très riche ; elle possédait, en 1115, 34 églises dans le diocèse de Bourges, 6 dans le diocèse de Rodez et 12 dans celui de Sens, sans compter les richesses que les reliques de saint Maixent, souvent visitées des pèlerins, attiraient à Ébreuil, où elles avaient été déposées au Xe siècle. Pendant la guerre de la Praguerie, Ébreuil fut pris par le seigneur de Chabannes, un des chefs des révoltés ; mais la ville rentra bientôt sous l'obéissance du roi Charles VII, qui y séjourna quelque temps.
L'abbaye, qui avait perdu beaucoup de son importance, fut supprimée au XVIIIe siècle par l'évêque de Clermont et remplacée par un hôpital. »

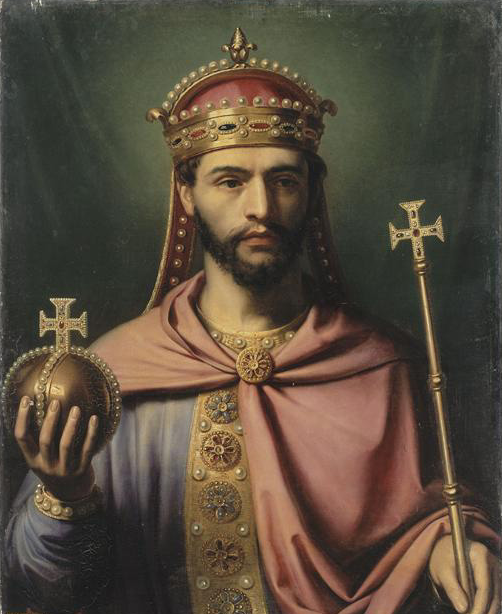
Louis le Pieux, roi d'Aquitaine avait un de ses palais royaux à Ébreuil, une des quatre capitales du royaume.

En réalité, le roi Lothaire ne fit pas don de la ville, mais de la « terre d'Ébreuil » pour que les moines de Saint-Maixent en Poitou fuyant les invasions normandes (Vikings) s'y installent et fondent leur monastère vers 960 ; elle est attestée en 961. L'abbé de l'abbatiale était de ce fait le seigneur haut-justicier du lieu. Le monastère fut érigé en abbaye bien plus tard, en 1080, par décision du pape Grégoire VII.

### Faits divers historiques
Par son passé historique, grâce à l'importance que l'abbaye Saint-Léger avait dans la région, Ébreuil vit passer ou séjourner de nombreuses personnalités : de Louis le Débonnaire à Charles VII, de Catherine de Médicis et son fils Charles IX à marquis de Sade lorsque son oncle était abbé commendataire d'Ébreuil, mais aussi des personnages moins recommandables, dont le célèbre bandit de grand chemin Mandrin, qui défiait l'ordre et dont la popularité était à son apogée deux années avant son arrestation et sa condamnation au terrible supplice de la roue en 1755. En 1754, après avoir été encerclé avec ses hommes, il est blessé de deux coups de fusil, ce qui ne l'empêchera pas de s'enfuir et, quelques jours plus tard, un peu avant Noël, à Ébreuil, d'être confronté à cinq gabelous de la brigade de Vichy qu'il massacrera avant d'être arrêté quelques mois plus tard.[réf. nécessaire]

## Politique et administration

### Découpage territorial
Depuis le 1er janvier 2017, afin que les arrondissements du département « correspondent à une meilleure cohérence administrative et [à une] adaptation aux bassins de vie », la commune est retirée de l'arrondissement de Montluçon pour être rattachée à celui de Vichy.

### Tendances politiques et résultats
Aux élections législatives de 2012, Bernard Lesterlin, élu dans la deuxième circonscription, n'a pas recueilli la majorité des voix (48,20 %). 58,09 % des électeurs ont voté.
Aux élections municipales de 2014, le maire sortant, Didier Duboisset, s'est représenté mais a été battu par Pierre A. Teriitehau avec 51,89 % des suffrages exprimés. Le taux de participation s'élève à 76,17 %.
Aux élections départementales de 2015, le binôme André Bidaud - Anne-Marie Defay, élu dans le canton de Gannat, a recueilli 63,37 % des suffrages exprimés. 57,77 % des électeurs ont voté.

### Administration municipale
Le nombre d'habitants étant compris entre 500 et 1 499, le nombre de membres du conseil municipal est de 15.

### Liste des maires
| Période                                  | Période                      | Identité                      | Étiquette | Qualité                          |
| ---------------------------------------- | ---------------------------- | ----------------------------- | --------- | -------------------------------- |
| Les données manquantes sont à compléter. |                              |                               |           |                                  |
| 1868                                     | 1876                         | Nestor Lesbre                 |           | Conseiller général               |
| 1876                                     | 1884                         | Information(s) manquante(s)   |           |                                  |
| 1884                                     | 1896                         | Roger Pellissier de Féligonde |           | Juge de paix, conseiller général |
| 1896                                     | 1922                         | Jean Antoine Viple            |           | Docteur en médecine              |
| 1922                                     | 1944                         | Joseph Viple                  |           | Magistrat                        |
| 1944                                     | 1945                         | François Girbon               |           | Boucher                          |
| 1945                                     | 1947                         | Gilbert Grancher              |           | Retraité des postes              |
| 1947                                     | 1951                         | Constant Lesbre               |           | Colonel en retraite              |
| 1951                                     | 1955                         | Gilbert Grancher              |           |                                  |
| 1955                                     | 1963                         | Georges Margeridon            |           | Parfumeur                        |
| 1963                                     | 1971                         | Alfred Bonne                  |           | Notaire                          |
| 1971                                     | 1995                         | Michel Marquet                |           | Vétérinaire                      |
| mars 1995                                | 1997                         | Gérard Pothier                |           | Directeur de banque              |
| octobre 1997                             | mars 2014                    | Didier Duboisset              | DVD       | Conseiller pédagogique           |
| mars 2014                                | mai 2020                     | Pierre A. Teriitehau          | DVG       | Ingénieur                        |
| mai 2020                                 | En cours (au 8 juillet 2020) | Stéphane Coppin               | DVD       | Cadre en entreprise              |

## Population et société

### Démographie
L'évolution du nombre d'habitants est connue à travers les recensements de la population effectués dans la commune depuis 1793. Pour les communes de moins de 10 000 habitants, une enquête de recensement portant sur toute la population est réalisée tous les cinq ans, les populations de référence des années intermédiaires étant quant à elles estimées par interpolation ou extrapolation. Pour la commune, le premier recensement exhaustif entrant dans le cadre du nouveau dispositif a été réalisé en 2008.

En 2022, la commune comptait 1 292 habitants, en évolution de +2,54 % par rapport à 2016 (Allier : −1,38 %, France hors Mayotte : +2,11 %).
| 1793  | 1800  | 1806  | 1821  | 1831  | 1836  | 1841  | 1846  | 1851  |
| ----- | ----- | ----- | ----- | ----- | ----- | ----- | ----- | ----- |
| 1 781 | 2 046 | 1 665 | 2 033 | 2 269 | 2 333 | 2 375 | 2 487 | 2 445 |

| 1856  | 1861  | 1866  | 1872  | 1876  | 1881  | 1886  | 1891  | 1896  |
| ----- | ----- | ----- | ----- | ----- | ----- | ----- | ----- | ----- |
| 2 451 | 2 426 | 2 287 | 2 322 | 2 371 | 2 324 | 2 243 | 2 267 | 2 104 |

| 1901  | 1906  | 1911  | 1921  | 1926  | 1931  | 1936  | 1946  | 1954  |
| ----- | ----- | ----- | ----- | ----- | ----- | ----- | ----- | ----- |
| 2 118 | 2 020 | 1 928 | 1 563 | 1 549 | 1 556 | 1 533 | 1 384 | 1 374 |

| 1962  | 1968  | 1975  | 1982  | 1990  | 1999  | 2006  | 2008  | 2013  |
| ----- | ----- | ----- | ----- | ----- | ----- | ----- | ----- | ----- |
| 1 361 | 1 347 | 1 311 | 1 222 | 1 148 | 1 230 | 1 261 | 1 270 | 1 270 |

| 2018  | 2022  | - | - | - | - | - | - | - |
| ----- | ----- | - | - | - | - | - | - | - |
| 1 271 | 1 292 | - | - | - | - | - | - | - |

### Enseignement
Ébreuil dépend de l'académie de Clermont-Ferrand. Elle gère une école élémentaire publique, où 151 élèves sont scolarisés pour l'année scolaire 2019-2020.
Hors dérogations à la carte scolaire, les collégiens se rendent à Bellenaves et les lycéens à Saint-Pourçain-sur-Sioule.

## Économie

### Exploitation de la chaux
L'exploitation de la chaux sur les coteaux calcaires autour d'Ébreuil est très ancienne. Les paysans extrayaient la pierre à chaux de leurs champs et la fournissaient à des chaufourniers, exploitant les nombreux fours à chaux dont on trouve les vestiges aux environs. La chaux d'Ébreuil est réputée pour sa pureté (très faible teneur en argile). Une seule entreprise familiale continue aujourd'hui cette activité traditionnelle. L'entreprise comprend une carrière ouverte en 1935 sur la colline dominant le bourg au nord (entre Sainte-Foy et les Margots) et un four à chaux au Puy Vacher, qui produit une chaux principalement destinée à l'agriculture. En parallèle, il y a un atelier de fabrication de la pâte de chaux, spécialité de Calci-chaux dirigée par Daniel Pinel, dont la production est destinée notamment à la restauration de monuments historiques et de bâtiments anciens et fournit le chantier de construction du château de Guédelon.
Des stages de maçonnerie et de décoration à la chaux sont organisés à Ébreuil. La carrière, le four à chaux et l'atelier de fabrication de la pâte de chaux peuvent se visiter sur réservation.

### Agriculture
Autrefois, les collines de Sainte-Foy et des Bagnettes étaient destinées à la culture de la vigne, et cela jusqu'à l'apparition du phylloxéras à la fin des années 1800. Aujourd'hui, dans le cadre de la politique des espaces naturels sensibles du département de l'allier, un plan de gestion des coteaux de ces deux collines est en place pour assurer sa protection.
Dans un document archivé, on retrouve que monsieur Sirot, agronome, lors d'une réunion publique à l'école des garçons en décembre 1900, rappel qu'un des premiers comices agricoles fondés en France a été celui d'Ébreuil.
L'agriculture sur la commune prenait une place importante, dans les années 1950, il restait encore une centaine d'exploitations agricoles, en 2016 une dizaine subsiste seulement.

## Culture locale et patrimoine

### Lieux et monuments

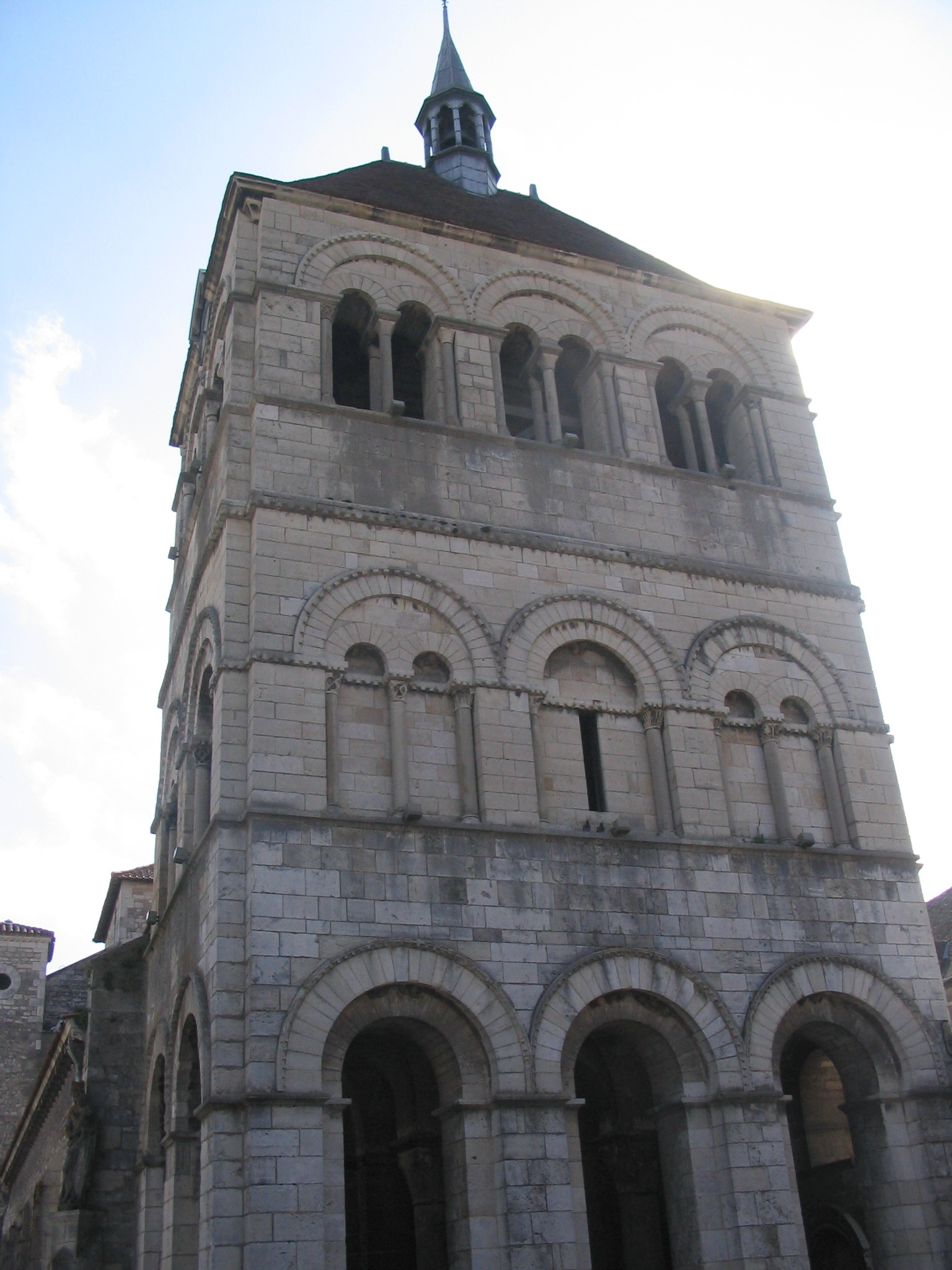
Église Saint-Léger.

#### Patrimoine religieux
- Église Saint-Léger, datant des XIe, XIIe, XIIIe et XVIIe siècles, propriété de la commune. Classée au titre des monuments historiques par arrêté du 18 avril 1914.

Au sujet de cette église, Malte-Brun écrivait :

« L'église abbatiale […] subsiste encore ; c'est un bel édifice roman ; on y voit la châsse de saint Léger, patron de l'ancienne abbaye ; c'est une œuvre du XVe siècle, représentant une église ; sur les côtés sont les statuettes des douze apôtres, et le cintre est surmonté de figurines représentant des bourreaux brandissant d'un air féroce de terribles coutelas. »

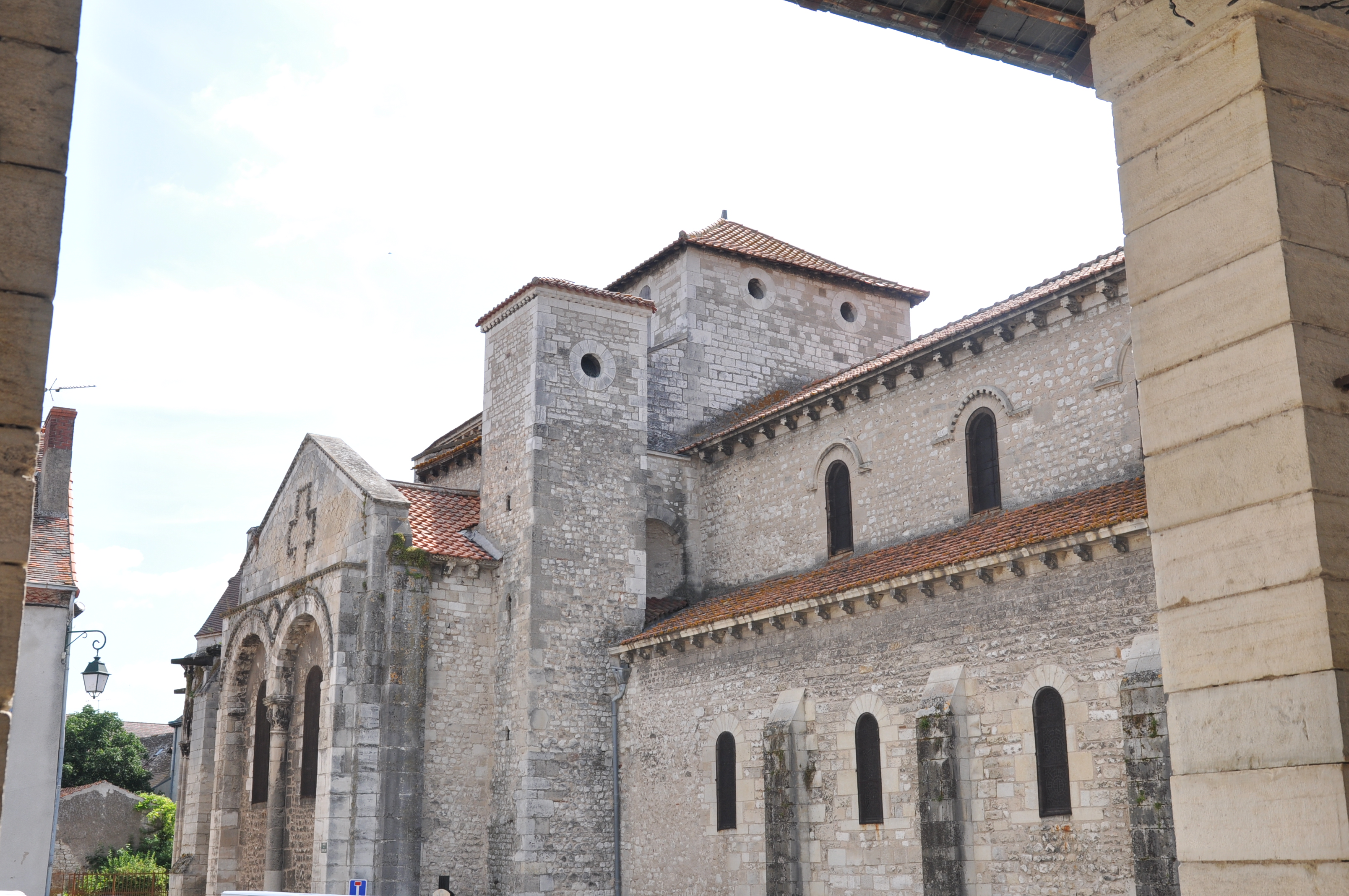
Vue extérieure de la nef de l'église Saint-Léger.

- Ancienne église Notre-Dame. Il subsiste, entre la mairie et la poste, un mur du chevet de l'église Notre-Dame, qui fut l'église paroissiale d'Ébreuil avant la Révolution. À cette époque, l'abbatiale Saint-Léger, plus grande et en meilleur état, devint l'église paroissiale. Notre-Dame servit de halle aux blés et devint plus tard la salle des fêtes de la commune. En 1958, elle fut détruite pour laisser place à un nouveau bâtiment où la poste s'installa en 1966[Note 5].
- Chapelle de Sainte-Foy, construite par les moines de Saint-Maixent vers 990, elle restera longtemps en ruines. C'est sur un vœu du chanoine Brugnaud (curé d'Ébreuil, 1953-1970), et avec l'aide de ses paroissiens et amis, que la chapelle a pu être restaurée. Elle est située sur les hauteurs qui dominent Ébreuil au nord-ouest. Près de la chapelle se dresse une statue de saint Michel, inaugurée en août 1948 ; elle fut établie à l'initiative du chanoine Gagnière, curé d'Ébreuil, qui avait fait le vœu en 1939 de réaliser ce monument si les horreurs de la guerre étaient épargnées à la paroisse. Table d'orientation.

#### Patrimoine civil

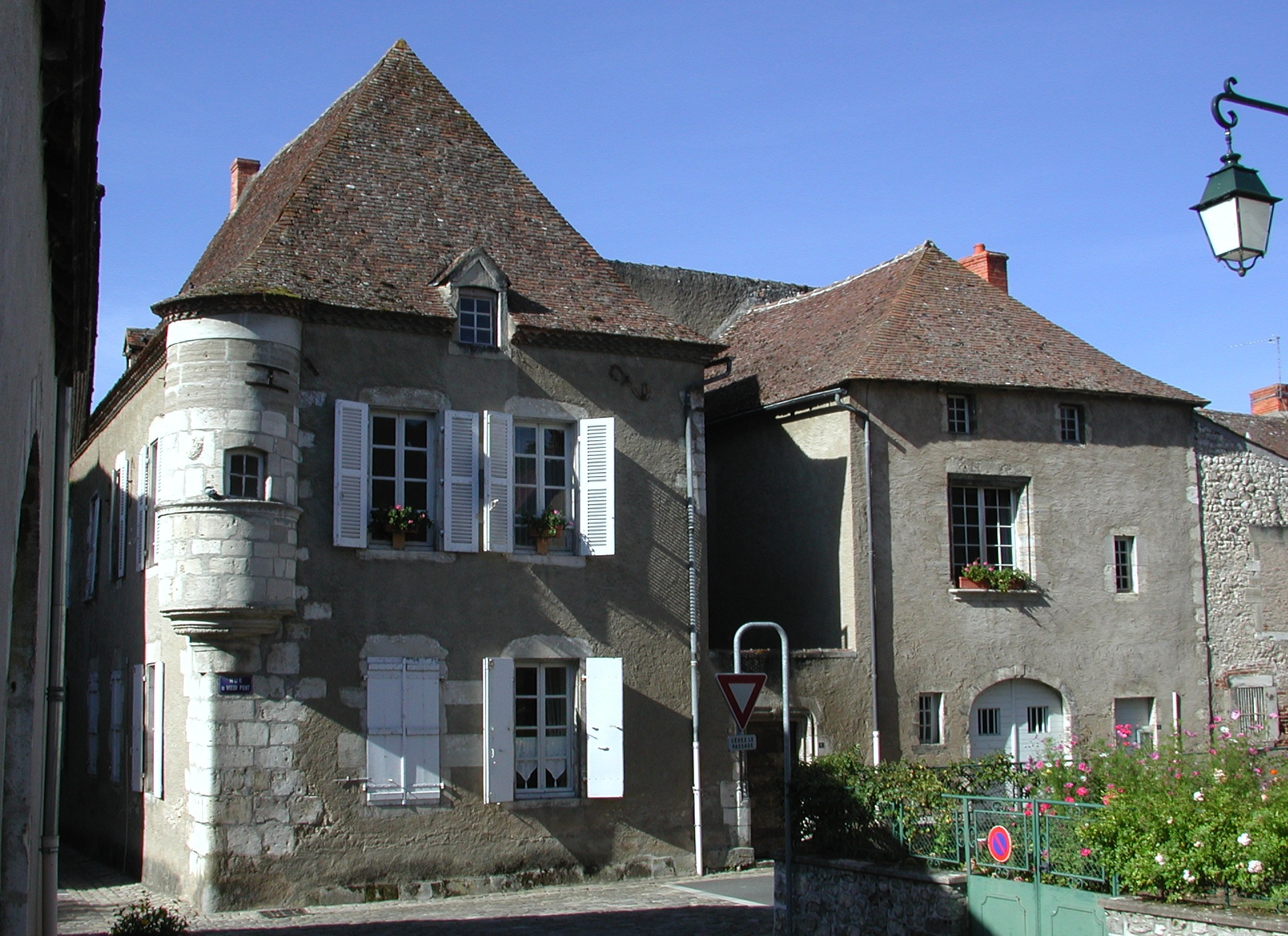
Maison à échauguette.

- L'ancien Hôpital ou Hôpital des Charitains : il remplaça vers 1770 les bâtiments conventuels de l'ancienne abbaye, entre l'abbatiale Saint-Léger et la Sioule. Il fut tenu de 1767 à la Révolution par les frères de Saint-Jean de Dieu, puis, au XIXe siècle, par les sœurs de la Charité de Bourges (jusqu'en 1823), auxquelles succédèrent les sœurs de la Charité de Nevers. La salle qui servait de pharmacie, habillée de boiseries, conserve des objets remarquables : poêle et fontaine de faïence du XVIIIe siècle, de style lorrain ; pots de pharmacie, vases, plats et assiettes d'étain ; ouvrages anciens de médecine, surtout une rare édition (Paris, Gabriel Buon, 1575) des œuvres d'Ambroise Paré ; dentelles[38]. Parmi les autres éléments, protégés au titre d'une inscription comme monument historique[39], on trouve : le portail d'entrée, l'escalier et sa rampe en fer forgé, une chambre avec alcôve et cheminée.
- Halles, non datées, propriété de la commune. Inscrites sur l'Inventaire supplémentaire des monuments historiques par arrêté du 22 octobre 1971.

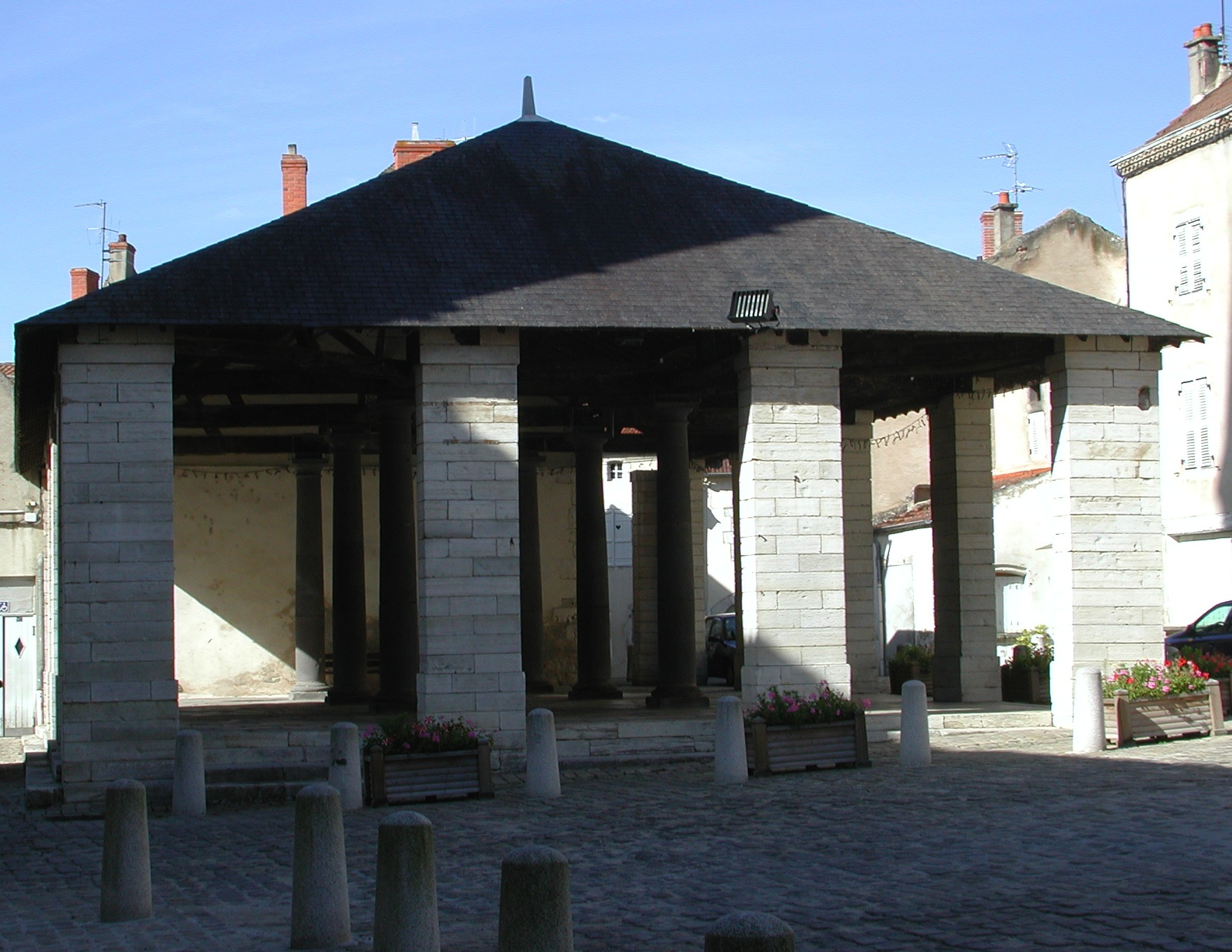
Halles d'Ébreuil.

- Maison à échauguette, rue du Vieux-Pont, datant du XVe siècle, propriété privée. Inscrite sur l'Inventaire supplémentaire des monuments historiques par arrêté du 15 octobre 1971. Protection partielle : façade sur la rue et toiture.
- Château du Châtelard, à l'ouest d'Ébreuil, datant des XIVe, XVe et XVIe siècles, propriété privée. Inscrit sur l'Inventaire supplémentaire des monuments historiques par arrêté du 8 mars 1982. Protection partielle : façades et toitures de quatre tours et de la chapelle, vestiges du chemin de ronde. Le fief et le château du Châtelard ont été achetés en 1761 à Girard de Châteauneuf par Michel Pellissier de Féligonde ; le Châtelard n'est pas sorti de cette famille.
- Château de la Grave, à l'ouest du bourg, sur les premières pentes dominant la rive gauche de la Sioule. Après avoir appartenu du XVIe au XVIIIe siècle à la famille de La Grave, il fut acheté en 1755 par l'abbé de Sade, abbé d'Ébreuil, oncle du « divin marquis ». Dès 1762, il fut racheté par Jean Édouard Potrelot de Grillon, qui devint maire d'Ébreuil en 1790[40].
- Le musée de la Maréchalerie. En 1997, Jean Perrin et son fils Jean-Marc ont eu l'idée de remettre en valeur l'atelier dans lequel trois générations de maréchaux-ferrants se sont succédé (Amable et Marcel Charton, ainsi que Jean Perrin). Le musée présente tous les outils d'époque (de 1850 à 1960). S'y ajoutent une exposition très complète de matériels agricoles du siècle passé, ainsi que la reconstitution d'un atelier de sabotier et de cordonnier, et l'épicerie ouverte en 1907 par Berthe Charton. Les deux créateurs ont décidé, en 2007, de faire don du musée à la commune d'Ébreuil à leurs décès.

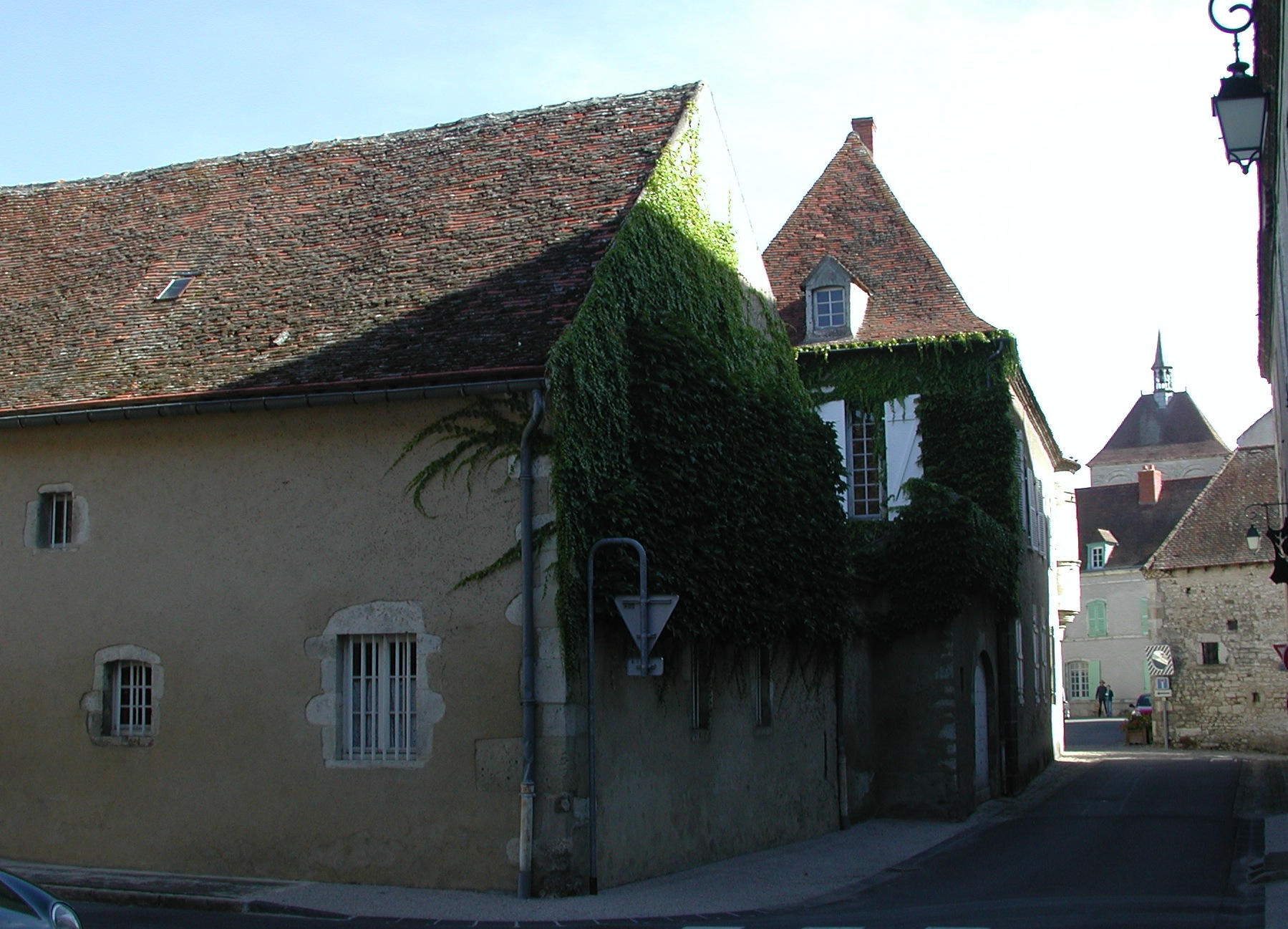
De nombreuses vieilles demeures parfois médiévales parsèment la ville.

### Ébreuil dans la culture
En 1960, Ébreuil a été l'un des lieux de tournage du film Fortunat d'Alex Joffé, avec Bourvil et Michèle Morgan. Le film est tiré du roman du même nom de Michel Breitman. Michel Breitman, né à Mennetou-sur-Cher, en Loir-et-Cher, petit bourg situé sur la ligne de démarcation pendant la Seconde Guerre mondiale, y situe le début de l'intrigue (avant le passage de la ligne). Pour les besoins du film, pendant un mois, Ébreuil fut Mennetou et la Sioule était le Cher. Le film débute par le défilé d'une patrouille allemande dans les rues d'Ébreuil, ainsi que par l'évasion d'un homme pris dans une rafle et qui tente de franchir le pont qui enjambe la Sioule. En 2010, une équipe d'anciens figurants a voulu célébrer les cinquante années du film avec la participation de la femme du scénariste, Mme Breitman et ses enfants ; une plaque en lave émaillée a été posée sur le mur de l'ancienne maison de l'octroi en souvenir de l'événement.

### Tourisme
Ébreuil est classée « Petite Cité de Caractère » et « station verte de vacances ».
Le GR 300, le Chemin de Compostelle, la Grande Traversée du Massif Central et le GR 463 se croisent à Ébreuil et y traversent la Sioule sur le pont de pierre.

### Personnalités liées à la commune
- Louis le Pieux (778-840) résida à Ébreuil quand il était roi d'Aquitaine (en alternance avec ses autres palais).
- Charles VII (1403-1461), roi de France, résida à deux reprises au château du Châtelard.

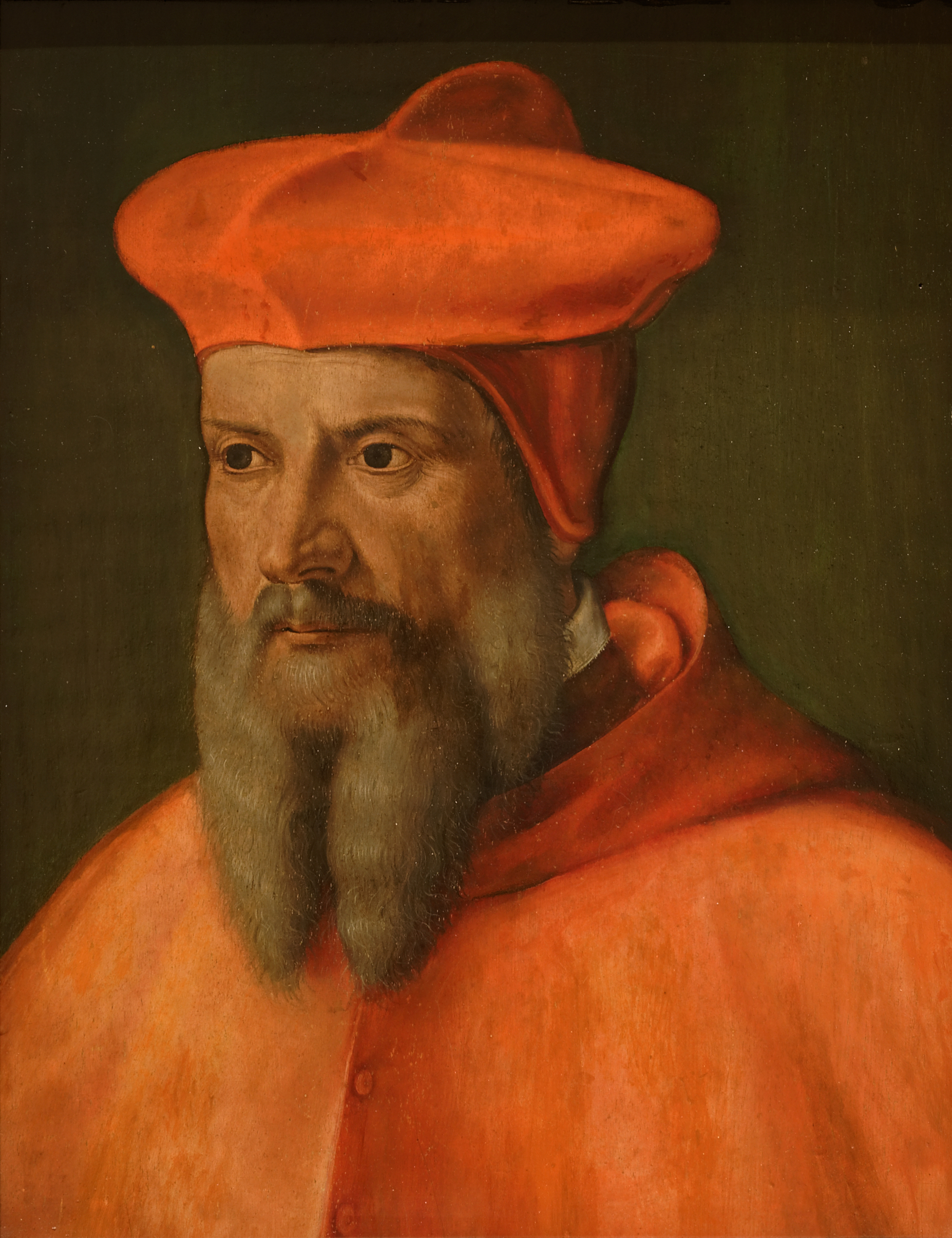
Cardinal de Tournon.

- Cardinal de Tournon.François de Tournon (1489-1562), cardinal, successivement archevêque d'Embrun, de Bourges, d'Auch et de Lyon, diplomate, fut abbé commendataire d'Ébreuil de 1509 à 1526.
- Michel Boucheix (né vers 1644), peintre et alchimiste ; il dut s'exiler à Ébreuil.
- Jacques-François de Sade (1705-1778). Abbé commendataire d’Ébreuil, ami de Voltaire et d'Émilie du Châtelet, libertin et érudit, historien de Pétrarque et oncle du marquis de Sade, chargé de l'éducation de ce dernier de l'âge de quatre ans à l'âge de dix ans, au château de Saumane en Vaucluse où il réside.
- Donatien Alphonse François de Sade (1740-1814), plus connu sous le nom de marquis de Sade, auteur de romans et philosophe, séjourna à de nombreuses reprises à Ébreuil lorsque son oncle en avait la garde et notamment pour les vacances d'été.
- Philibert Nicolas Hemey d'Auberive (1739-1815), dernier abbé d'Ébreuil.
- Amable Villiet dit Villiet-Marcillat (1792-1863), poète né à Ébreuil et mort à Gannat, auteur de fables et de poésies lyriques.
- Eustache Pellissier de Féligonde (Clermont-Ferrand 1807 - château du Châtelard, Ébreuil 1891), député du Puy-de-Dôme de 1871 à 1876. Inhumé au cimetière d'Ébreuil.
- Joseph Villiet (1823-1877), né à Ébreuil, maître verrier à Bordeaux.
- Prosper Jutier (1826-1885), ingénieur des mines qui a restauré et développé les sources minérales de Plombières-les-Bains. Sa mère, Reine Ballet, était originaire d'Ébreuil ; elle était la fille de Nicolas François Ballet, greffier en chef en l'élection de Gannat, qui avait acquis en 1793, lors de la vente des biens de l'abbaye d'Ébreuil comme biens nationaux, le domaine du Parc[41] ; cette propriété, située rue du Pont-Neuf, est passée ensuite à la famille Jutier ; on y a construit la nouvelle maison de retraite (Résidence du Parc).
- Fernand Rozier (1839-1922), né à Ébreuil, médecin et occultiste.
- Jean Coulon (1853-1923), sculpteur (entré en 1876 à l'École des Beaux-Arts de Paris). Il fut également conseiller municipal d'Ébreuil.
- François-Xavier Lesbre (1858-1942), né à Ébreuil, directeur de l'École vétérinaire de Lyon, correspondant de l'Académie des sciences. Inhumé au cimetière d'Ébreuil.
- Charles Péronnet (1866-1953), né à Ébreuil, avocat, député de l'Allier (1906-1910, 1914-1924).
- Joseph Viple (1880-1947), né à Ébreuil, magistrat, maire d'Ébreuil (1922-1944), historien du Bourbonnais.
- Antoine Brun (1881-1978), né dans la commune limitrophe de Saint-Quintin-sur-Sioule (Puy-de-Dôme) ; il fut élevé à Ébreuil par ses grands-parents paternels, agriculteurs au Puy Vacher, et fréquenta l'école publique du village du Mercurol. Directeur de l'école du Breuil, maire du Breuil, conseiller général du canton de Lapalisse, il était astronome amateur, mais la qualité de ses observations et de ses travaux le firent reconnaître par la communauté scientifique, en France et à l'étranger.
- Charles-Eugène Sancelme (né à Jenzat le 30 décembre 1882 et mort à Paris le 28 octobre 1962), général de corps d'armée, grand-officier de la Légion d'honneur en 1951[42]. De 1934 à 1938, il est chef d'état-major du gouverneur militaire de Strasbourg ; de 1938 à 1940, il commande la 4e division d'infanterie nord-africaine. Il est fait prisonnier le 17 mai 1940 et le reste pendant toute la guerre. À son retour, il prend sa retraite et partage son temps entre Paris et Ébreuil. Il repose au cimetière d'Ébreuil.
- François Malcourant (1923-1995), enseignant, responsable syndical de la Fédération de l'éducation nationale (FEN) de 1971 à 1985, est né à Ébreuil le 1er décembre 1923.
- Marcel Charmant, né en 1944 à Ébreuil. Ancien député et sénateur de la Nièvre, président du conseil général de la Nièvre depuis 2001.
- Dominique Baffier, archéologue préhistorienne, conservatrice de la grotte Chauvet. Elle a habité à Ébreuil.
- Augustin Trapenard, journaliste et critique littéraire, dont la mère est originaire d'Ébreuil, arrière-arrière-petit-fils de François-Xavier Lesbre (son père est de la commune voisine de Saint-Bonnet-de-Rochefort).
- Nicolas Brossette, réalisateur de cinéma, dont la famille paternelle a habité à Ébreuil et tenait un salon de coiffure rue des Fossés.

### Héraldique
| Blason d'Ébreuil | De gueules à la croix écartelée d'argent et d'azur, cantonnée de quatre fleurs de lys d'or, au chef aussi d'argent chargé d'une belette du champ. |

Malte-Brun, dans La France illustrée (1882), rapporte deux blasonnements pour les armes traditionnelles de la ville d'Ébreuil :
| Blason d'Ébreuil (Malte-Brun) | De gueules, à la croix écartelée d'argent et d'azur, cantonnée de 4 fleurs de lis d'or. |
| Blason d'Ébreuil (Malte-Brun) | D'argent, à une belette de gueules.                                                     |

## Archives
- Registres paroissiaux et d'état civil depuis :
- Dépouillements généalogiques : mariages 1632-1902, baptêmes 1746-1792 et naissances 1792-1902.
- Délibérations municipales depuis :